# 足立りょう太
足立 りょう太（あしだち りょうた、1980年 - ）は、東京都出身の俳優、声優。プロダクション・タンク所属。

## 人物
パフォーミング・アート・センター卒。
かつては劇団レクラム舎、劇団創劇舎、フェドー劇場に所属。
身長168cm。体重58kg。
特技は剣道（初段）、バレーボール、野球、バドミントン、ジャズダンス、料理、ゲーム。

## 出演作品

### テレビ
- 水曜ミステリー9 / 嘘の証明 犯罪心理分析官・梶原圭子（2012年）
- 相棒（2012年） - 今井正二
- 孤独のグルメ Season3 第10話 （2013年9月11日、テレビ東京） - 遊園地客・父 役
- 仮面ライダードライブ（2015年） - 父親
- 8.12日航ジャンボ機 墜落事故30年の真相（2015年）
- 連続ドラマW / イアリー 見えない顔（2018年） - 声の出演
- 土曜ドラマ / 今ここにある危機とぼくの好感度について（2021年）

### テレビ番組
- 仰天クイズ! 珍ルールSHOW（2011年）
- もてもてナインティナイン（2011年）
- 解決!ナイナイアンサー（2012年）
- にっぽん!歴史鑑定（2015年）
- 世界の文学がわかる!あらすじ名作劇場（2016年）
- 心ゆさぶれ!先輩ROCK YOU
- ザ!世界仰天ニュース
- 奇跡体験!アンビリバボー
- うっぷんラボ

### 舞台
- 劇団東京トライアングル
  - 「はじめまして､お父さん?」
  - 「星のふる頃に」
  - 「ハンムラビノザイカ」（2017年）
  - 「ヒトツヅキの創意」（2019年）
  - 「フカシギは突然に」（2019年）
  - 「ハクシ」（2022年）
  - 「はじまりは、いつもほら」（2023年）
- フェドー劇場
  - ｢ALWAYS｣（2015年）
  - ｢耳に蚤｣
  - ｢自由交換ホテル｣
  - ｢ファナティックミューズ｣
  - ｢こちらが私のお父さん｣
- MITSUBAKO｢塞いで蓋して」（2020年）
- 劇団レクラム｢｢Bench3｣
- 劇団創劇舎
  - ｢しぇるたー｣
  - ｢華麗な二人｣
- 俳優陣02Ｋ｢GOOD BYE JOURNEY｣
- 劇団アルファー｢メッセージ｣
- 小林英樹P公演
  - ｢HOSPITAL LIST｣
  - ｢ホテルホースアラウンドへようこそ｣
- 劇団軌跡
  - ｢ハークルベリーにさよならを｣
  - ｢おい! オヤジ｣
- コルバタ公演｢飛行機の高く飛べるを｡｣
- 雨
- 私の夢は舞う
- 時の物置

### 吹き替え

#### テレビドラマ
- グッド・ファイト（コリン・モレロ）
- グッド・ワイフ
- ケイブ・レスキュー:タイ洞窟決死の救出
- ザ・ミドル 中流家族のフツーの幸せ
- シカゴ・ファイア
  - シカゴ P.D.
  - シカゴ・メッド
- プリーチャー
- ヴォルテール高校へようこそ

#### テレビアニメ
- ザ・シンプソンズ（レニー・レオナード〈2代目〉）
- ジェイクとネバーランドのかいぞくたち（海賊ミイラ）

#### 劇場版アニメ
- カンフー・パンダ

### VP
- 社員教育研修用DVD
- パワーハラスメント